# Merobruchus insolitus
Merobruchus insolitus är en skalbaggsart som först beskrevs av Sharp 1885.  Merobruchus insolitus ingår i släktet Merobruchus och familjen bladbaggar. Inga underarter finns listade i Catalogue of Life.